# Un cocktail d'enfer
Un cocktail d'enfer (France) ou Un « flambé à la Moe » (Québec) (Flaming Moe's) est le 10e épisode de la saison 3 de la série télévisée d'animation Les Simpson.

## Synopsis

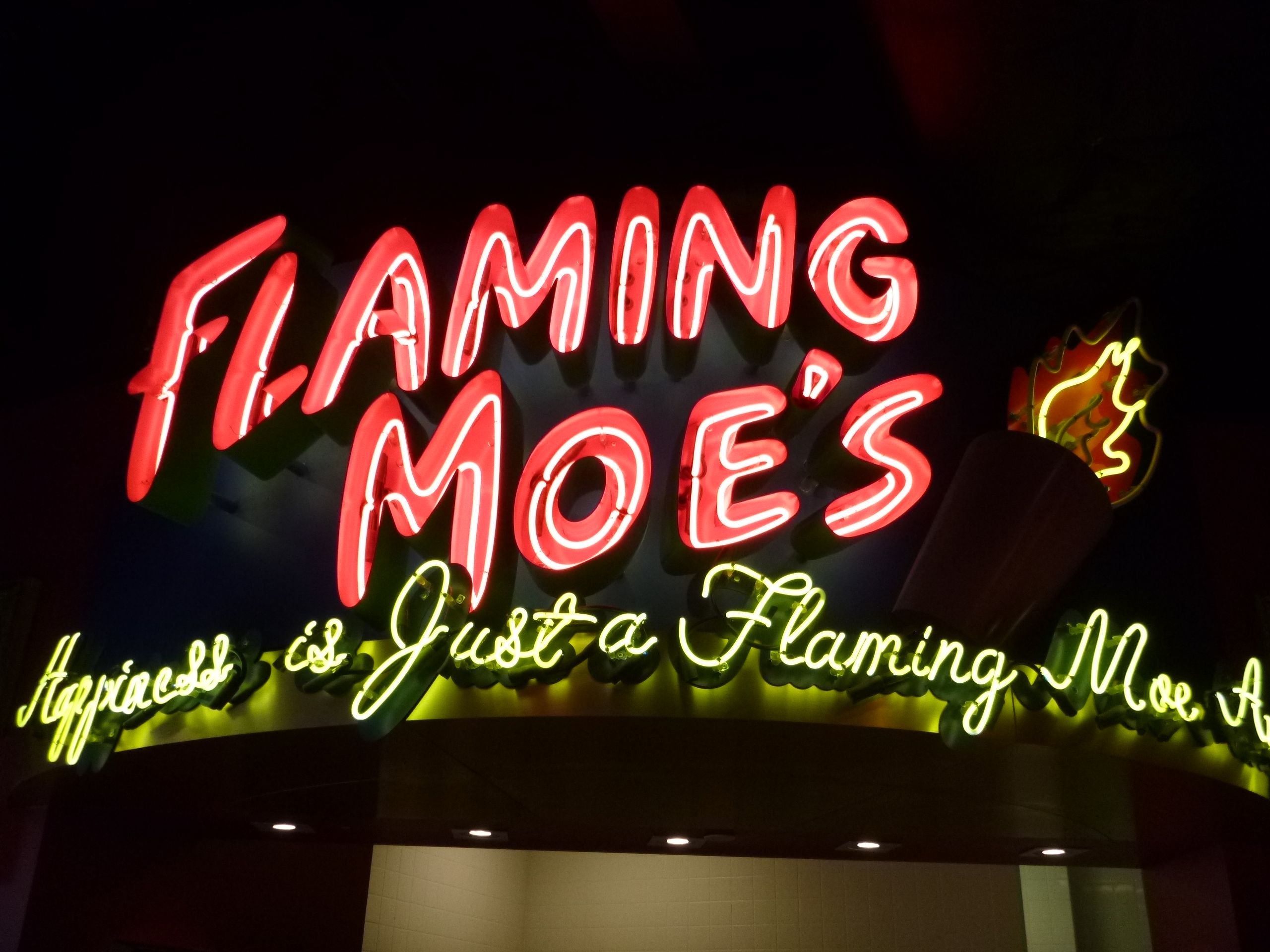
Flaming Moe, Universal Studios

Par inadvertance, Homer a inventé un cocktail qu'il a appelé le Flaming Homer. Il le fait découvrir à Moe Szyslak qui se l'approprie et décide de l'appeler le Flaming Moe. En le mettant en vente, il acquiert célébrité et fortune, mais Homer qui s'estime trahi, ne lui adresse plus la parole.
Convaincu par sa nouvelle serveuse, Moe accepte de vendre la recette pour un million de dollars, et donner la moitié de l'argent à Homer, mais celui-ci va révéler à tous l'ingrédient secret avant la transaction : du sirop pour la toux. Le secret du cocktail révélé, Moe perd la majorité de sa clientèle, mais regagne l'amitié d'Homer.

## Note
- Le groupe de rock Aerosmith est en guest star dans cet épisode et y interprète sa célèbre chanson Walk This Way.
- C'est l'une des premières, et des seules fois sans compter la série des courts métrages du début, que Maggie parle.
- Il s'agit du premier et seul épisode où Bart rate un de ses canulars téléphonique qu'il fait à Moe, étant donné que la fausse personne qu'il souhaitait appeler existe réellement et était dans le bar.